# Tadeusz Kościuszko
Andrzej Tadeusz Bonawentura Kościuszko (født 4. februar 1746 i Mereszowszczyzna, Polen, i dag i Hviderusland, død 15. oktober 1817 i Solothurn, Schweiz) var en polsk nationalhelt, general og anfører for den såkaldte Kościuszko-opstand mod Rusland og Preussen i 1794. Han kæmpede også i den amerikanske uafhængighedskrig på George Washingtons side.
Kościuszko studerede fra 1765 ved militærhøjskolen Szkoła Rycerska i Warszawa. Ved siden af militære fag lærte han latin, tysk, fransk, jura, økonomi, aritmetik, geometri og ingeniørkunst. Efter at have fået et kongeligt stipendium kunne han fortsætte studiet i Paris fra 1769. Opholdet i det førrevolutionære Frankrig satte stort præg på hans politiske anskuelser.
Efter et studieophold i Dresden blev han rekrutteret i Frankrig af Silas Deane og Benjamin Franklin og ankom til Amerika i 1776. Der blev han udnævnt til oberst og chefingeniør for «den kontinentale armé». I 1777 blev han knyttet til «den nordlige armé» under Horatio Gates. Han havde ansvaret for opførelsen af flere fæstninger ved den canadiske grænse, f.eks. Fort Clinton som senere blev kendt som West Point. Han deltog i slaget ved Ticonderoga og slaget i Saratoga. Til slut tjenestegjorde han i «den sydlige armé». I 1783 fik han graden brigadegeneral og amerikansk statsborgerskab af den amerikanske kongres.
I 1792 ledede han polske tropper mod den russiske invasion i Polen. Polakkerne led nederlag mod russerne, og det kom til Polens anden deling. Kościuszko flygtede til Sachsen, men i 1794 kom han tilbage til Polen og ledede den opstand, som blev opkaldt efter ham. Under slaget ved Maciejowice blev han skadet og kom i russisk fangenskab.
Efter at han blev løsladt, rejste han i 1796 i eksil i USA og senere i Schweiz. Han fortsatte arbejdet for polsk uafhængighed, men forgæves. Kościuszko blev efter sin død bisat i Wawel-katedralen i Kraków.
Mount Kosciuszko, Australias højeste bjerg (2.228 m.), er opkaldt efter ham. I Philadelphia ligger Thaddeus Kosciuszko National Memorial.